# Meloe zolotarevi
Meloe zolotarevi là một loài bọ cánh cứng trong họ Meloidae. Loài này được Pliginskij miêu tả khoa học năm 1914.